# Medalhistas olímpicos do tiro com arco

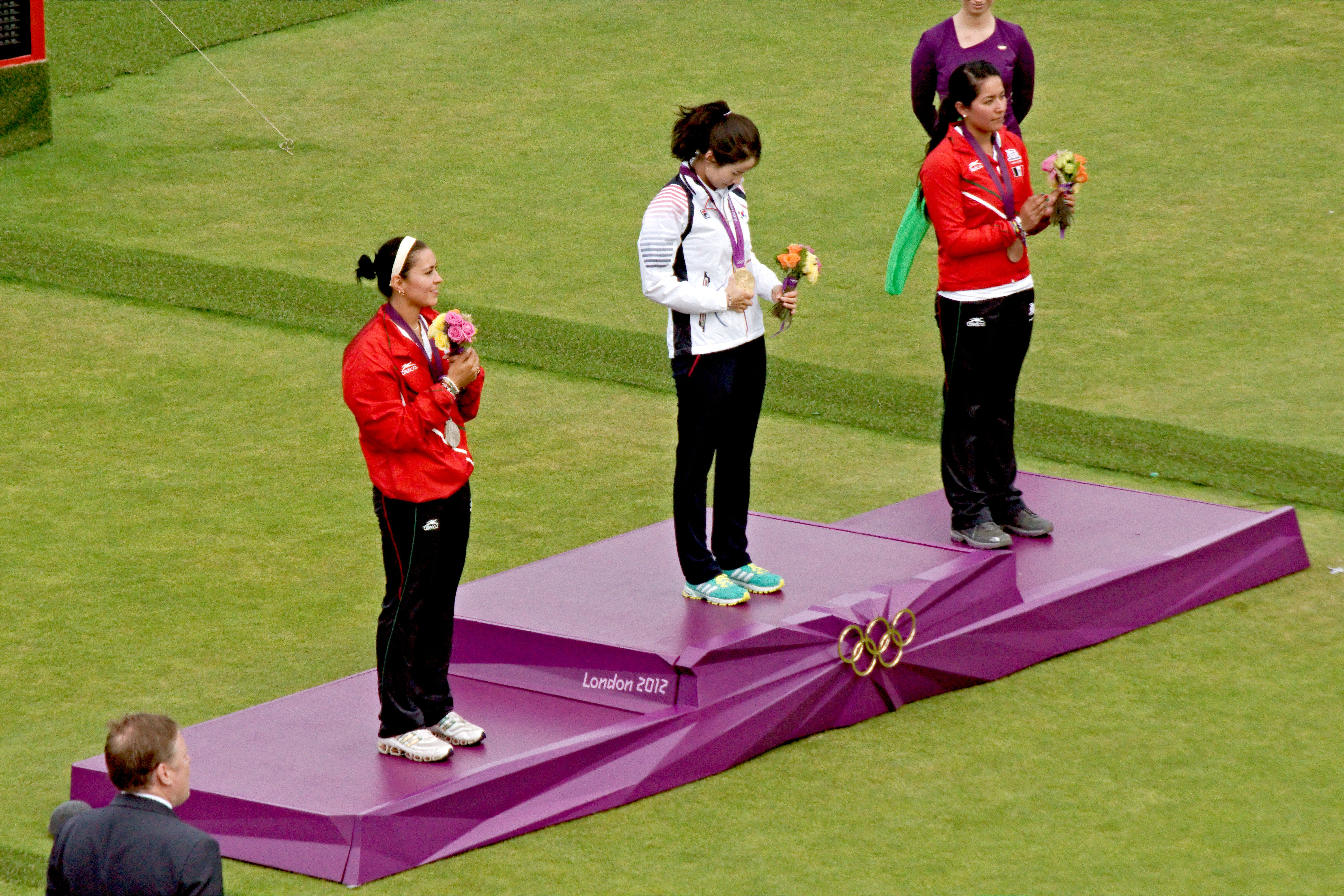
Pódio da prova individual feminina em Londres 2012.

O tiro com arco é um esporte disputado em Jogos Olímpicos de 1900 a 1920 e de 1972 até os dias atuais. Estes são os medalhistas olímpicos do esporte:

## Programa atual

### Individual masculino
| Evento                      | Ouro                             | Prata                               | Bronze                                |
| --------------------------- | -------------------------------- | ----------------------------------- | ------------------------------------- |
| Munique 1972 (detalhes)     | John Williams USA Estados Unidos | Gunnar Jervill SWE Suécia           | Kyösti Laasonen FIN Finlândia         |
| Montreal 1976 (detalhes)    | Darrell Pace USA Estados Unidos  | Hiroshi Michinaga JPN Japão         | Giancarlo Ferrari ITA Itália          |
| Moscou 1980 (detalhes)      | Tomi Poikolainen FIN Finlândia   | Boris Isachenko URS União Soviética | Giancarlo Ferrari ITA Itália          |
| Los Angeles 1984 (detalhes) | Darrell Pace USA Estados Unidos  | Richard McKinney USA Estados Unidos | Hiroshi Yamamoto JPN Japão            |
| Seul 1988 (detalhes)        | Jay Barrs USA Estados Unidos     | Park Sung-soo KOR Coreia do Sul     | Vladimir Yesheyev URS União Soviética |
| Barcelona 1992 (detalhes)   | Sébastien Flute FRA França       | Chung Jae-hun KOR Coreia do Sul     | Simon Terry GBR Grã-Bretanha          |
| Atlanta 1996 (detalhes)     | Justin Huish USA Estados Unidos  | Magnus Petersson SWE Suécia         | Oh Kyo-moon KOR Coreia do Sul         |
| Sydney 2000 (detalhes)      | Simon Fairweather AUS Austrália  | Vic Wunderle USA Estados Unidos     | Wietse van Alten NED Países Baixos    |
| Atenas 2004 (detalhes)      | Marco Galiazzo ITA Itália        | Hiroshi Yamamoto JPN Japão          | Tim Cuddihy AUS Austrália             |
| Pequim 2008 (detalhes)      | Viktor Ruban UKR Ucrânia         | Park Kyung-mo KOR Coreia do Sul     | Bair Badënov RUS Rússia               |
| Londres 2012 (detalhes)     | Oh Jin-hyek KOR Coreia do Sul    | Takaharu Furukawa JPN Japão         | Dai Xiaoxiang CHN China               |
| Rio 2016 (detalhes)         | Ku Bon-chan KOR Coreia do Sul    | Jean-Charles Valladont FRA França   | Brady Ellison USA Estados Unidos      |
| Tóquio 2020 (detalhes)      | Mete Gazoz TUR Turquia           | Mauro Nespoli ITA Itália            | Takaharu Furukawa JPN Japão           |
| Paris 2024 (detalhes)       | Kim Woo-jin KOR Coreia do Sul    | Brady Ellison USA Estados Unidos    | Lee Woo-seok KOR Coreia do Sul        |

### Equipes masculinas
| Evento                    | Ouro                                                        | Prata                                                            | Bronze                                                         |
| ------------------------- | ----------------------------------------------------------- | ---------------------------------------------------------------- | -------------------------------------------------------------- |
| Seul 1988 (detalhes)      | KOR Coreia do Sul Chun In-soo Lee Han-sup Park Sung-soo     | USA Estados Unidos Jay Barrs Richard McKinney Darrell Pace       | GBR Grã-Bretanha Steven Hallard Richard Priestman Leroy Watson |
| Barcelona 1992 (detalhes) | ESP Espanha Juan Holgado Alfonso Menéndez Antonio Vázquez   | FIN Finlândia Ismo Falck Jari Lipponen Tomi Poikolainen          | GBR Grã-Bretanha Steven Hallard Richard Priestman Simon Terry  |
| Atlanta 1996 (detalhes)   | USA Estados Unidos Justin Huish Butch Johnson Rod White     | KOR Coreia do Sul Jang Yong-ho Kim Bo-ram Oh Kyo-moon            | ITA Itália Matteo Bisiani Michele Frangilli Andrea Parenti     |
| Sydney 2000 (detalhes)    | KOR Coreia do Sul Oh Kyo-moon Jang Yong-ho Kim Chung-tae    | ITA Itália Matteo Bisiani Michele Frangilli Ilario Di Buò        | USA Estados Unidos Butch Johnson Rod White Vic Wunderle        |
| Atenas 2004 (detalhes)    | KOR Coreia do Sul Im Dong-hyun Jang Yong-ho Park Kyung-mo   | TPE Taipé Chinês Chen Szu-yuan Liu Ming-huang Wang Cheng-pang    | UKR Ucrânia Dmytro Hrachov Viktor Ruban Oleksandr Serdyuk      |
| Pequim 2008 (detalhes)    | KOR Coreia do Sul Im Dong-hyun Lee Chang-hwan Park Kyung-mo | ITA Itália Ilario di Buò Marco Galiazzo Mauro Nespoli            | CHN China Jiang Lin Li Wenquan Xue Haifeng                     |
| Londres 2012 (detalhes)   | ITA Itália Michele Frangilli Marco Galiazzo Mauro Nespoli   | USA Estados Unidos Brady Ellison Jake Kaminski Jacob Wukie       | KOR Coreia do Sul Im Dong-hyun Kim Bub-min Oh Jin-hyek         |
| Rio 2016 (detalhes)       | KOR Coreia do Sul Ku Bon-chan Lee Seung-yun Kim Woo-jin     | USA Estados Unidos Brady Ellison Zach Garrett Jake Kaminski      | AUS Austrália Alec Potts Ryan Tyack Taylor Worth               |
| Tóquio 2020 (detalhes)    | KOR Coreia do Sul Kim Je-deok Kim Woo-jin Oh Jin-hyek       | TPE Taipé Chinês Deng Yu-cheng Tang Chih-chun Wei Chun-heng      | JPN Japão Takaharu Furukawa Yuki Kawata Hiroki Muto            |
| Paris 2024 (detalhes)     | KOR Coreia do Sul Kim Je-deok Kim Woo-jin Lee Woo-seok      | FRA França Baptiste Addis Thomas Chirault Jean-Charles Valladont | TUR Turquia Mete Gazoz Berkim Tümer Abdullah Yıldırmış         |

### Individual feminino
| Evento                      | Ouro                                 | Prata                                | Bronze                                 |
| --------------------------- | ------------------------------------ | ------------------------------------ | -------------------------------------- |
| Munique 1972 (detalhes)     | Doreen Wilber USA Estados Unidos     | Irena Szydlowska POL Polônia         | Emma Gapchenko URS União Soviética     |
| Montreal 1976 (detalhes)    | Luann Ryon USA Estados Unidos        | Valentyna Kovpan URS União Soviética | Zebiniso Rustamova URS União Soviética |
| Moscou 1980 (detalhes)      | Keto Losaberidze URS União Soviética | Natalya Butuzova URS União Soviética | Päivi Meriluoto FIN Finlândia          |
| Los Angeles 1984 (detalhes) | Seo Hyang-soon KOR Coreia do Sul     | Li Lingiuan CHN China                | Kim Jin-ho KOR Coreia do Sul           |
| Seul 1988 (detalhes)        | Kim Soo-nyung KOR Coreia do Sul      | Wang Hee-kyung KOR Coreia do Sul     | Yun Young-sook KOR Coreia do Sul       |
| Barcelona 1992 (detalhes)   | Cho Youn-jeong KOR Coreia do Sul     | Kim Soo-nyung KOR Coreia do Sul      | Natalia Valeeva EUN Equipa Unificada   |
| Atlanta 1996 (detalhes)     | Kim Kyung-wook KOR Coreia do Sul     | He Ying CHN China                    | Olena Sadovnycha UKR Ucrânia           |
| Sydney 2000 (detalhes)      | Yun Mi-jin KOR Coreia do Sul         | Kim Nam-soon KOR Coreia do Sul       | Kim Soo-nyung KOR Coreia do Sul        |
| Atenas 2004 (detalhes)      | Park Sung-hyun KOR Coreia do Sul     | Lee Sung-jin KOR Coreia do Sul       | Alison Williamson GBR Grã-Bretanha     |
| Pequim 2008 (detalhes)      | Zhang Juanjuan CHN China             | Park Sung-hyun KOR Coreia do Sul     | Yun Ok-hee KOR Coreia do Sul           |
| Londres 2012 (detalhes)     | Ki Bo-bae KOR Coreia do Sul          | Aída Román MEX México                | Mariana Avitia MEX México              |
| Rio 2016 (detalhes)         | Chang Hye-jin KOR Coreia do Sul      | Lisa Unruh GER Alemanha              | Ki Bo-bae KOR Coreia do Sul            |
| Tóquio 2020 (detalhes)      | An San KOR Coreia do Sul             | Elena Osipova ROC                    | Lucilla Boari ITA Itália               |
| Paris 2024 (detalhes)       | Lim Si-hyeon KOR Coreia do Sul       | Nam Su-hyeon KOR Coreia do Sul       | Lisa Barbelin FRA França               |

### Equipes femininas
| Evento                    | Ouro                                                          | Prata                                                              | Bronze                                                                          |
| ------------------------- | ------------------------------------------------------------- | ------------------------------------------------------------------ | ------------------------------------------------------------------------------- |
| Seul 1988 (detalhes)      | KOR Coreia do Sul Kim Soo-nyung Wang Hee-kyung Yun Young-sook | INA Indonésia Lilies Handayani Nurfitriyana Saiman Kusuma Wardhani | USA Estados Unidos Deborah Ochs Denise Parker Melanie Skillman                  |
| Barcelona 1992 (detalhes) | KOR Coreia do Sul Cho Youn-jeong Kim Soo-nyung Lee Eun-kyung  | CHN China Ma Xiangjun Wang Hong Wang Xiaozhu                       | EUN Equipa Unificada Lyudmila Arzhannikova Khatuna Kvrivichvili Natalia Valeeva |
| Atlanta 1996 (detalhes)   | KOR Coreia do Sul Kim Jo-sun Kim Kyung-wook Yoon Hye-young    | GER Alemanha Barbara Mensing Cornelia Pfohl Sandra Wagner-Sachse   | POL Polônia Iwona Dzięcioł Katarzyna Klata Joanna Nowicka                       |
| Sydney 2000 (detalhes)    | KOR Coreia do Sul Kim Soo-nyung Kim Nam-soon Yun Mi-jin       | UKR Ucrânia Olena Sadovnycha Nataliya Burdeyna Kateryna Serdyuk    | GER Alemanha Barbara Mensing Cornelia Pfohl Sandra Wagner-Sachse                |
| Atenas 2004 (detalhes)    | KOR Coreia do Sul Lee Sung-jin Park Sung-hyun Yun Mi-jin      | CHN China He Ying Lin Sang Zhang Juanjuan                          | TPE Taipé Chinês Chen Li-ju Wu Hui-ju Yuan Shu-chi                              |
| Pequim 2008 (detalhes)    | KOR Coreia do Sul Joo Hyun-jung Park Sung-hyun Yun Ok-hee     | CHN China Chen Ling Guo Dan Zhang Juanjuan                         | FRA França Virginie Arnold Sophie Dodemont Bérengère Schuh                      |
| Londres 2012 (detalhes)   | KOR Coreia do Sul Lee Sung-jin Ki Bo-bae Choi Hyeon-ju        | CHN China Fang Yuting Cheng Ming Xu Jing                           | JPN Japão Kaori Kawanaka Ren Hayakawa Miki Kanie                                |
| Rio 2016 (detalhes)       | KOR Coreia do Sul Chang Hye-jin Choi Mi-sun Ki Bo-bae         | RUS Rússia Tuyana Dashidorzhieva Ksenia Perova Inna Stepanova      | TPE Taipé Chinês Le Chien-ying Lin Shih-chia Tan Ya-ting                        |
| Tóquio 2020 (detalhes)    | KOR Coreia do Sul An San Jang Min-hee Kang Chae-young         | ROC Svetlana Gomboeva Elena Osipova Ksenia Perova                  | GER Alemanha Michelle Kroppen Charline Schwarz Lisa Unruh                       |
| Paris 2024 (detalhes)     | KOR Coreia do Sul Jeon Hun-young Lim Si-hyeon Nam Su-hyeon    | CHN China An Qixuan Li Jiaman Yang Xiaolei                         | MEX México Ángela Ruiz Alejandra Valencia Ana Paula Vázquez                     |

### Equipes mistas
| Evento                 | Ouro                                       | Prata                                              | Bronze                                          |
| ---------------------- | ------------------------------------------ | -------------------------------------------------- | ----------------------------------------------- |
| Tóquio 2020 (detalhes) | KOR Coreia do Sul An San Kim Je-deok       | NED Países Baixos Gabriela Schloesser Steve Wijler | MEX México Alejandra Valencia Luis Álvarez      |
| Paris 2024 (detalhes)  | KOR Coreia do Sul Lim Si-hyeon Kim Woo-jin | GER Alemanha Michelle Kroppen Florian Unruh        | USA Estados Unidos Casey Kaufhold Brady Ellison |

## Eventos passados
Entre 1900 e 1920 foram disputados diversos eventos que fizeram parte unicamente do programa de uma edição.

### Paris 1900
| Evento                                 | Ouro                                                 | Prata                        | Bronze                            |
| -------------------------------------- | ---------------------------------------------------- | ---------------------------- | --------------------------------- |
| Au Cordon Doré (50 m) (detalhes)       | Henri Hérouin FRA França                             | Hubert van Innis BEL Bélgica | Émile Fisseux FRA França          |
| Au Cordon Doré (33 m) (detalhes)       | Hubert van Innis BEL Bélgica                         | Victor Thibaud FRA França    | Charles Frédéric Petit FRA França |
| Au chapelet (50 m) (detalhes)          | Eugène Mougin FRA França                             | Henri Helle FRA França       | Emile Mercier FRA França          |
| Au chapelet (33 m) (detalhes)          | Hubert van Innis BEL Bélgica                         | Victor Thibaud FRA França    | Charles Frédéric Petit FRA França |
| Sur la Perche à la Herse (detalhes)    | Emmanuel Foulon BEL Bélgica Emile Druart BEL Bélgica | Nenhuma                      | Auguste Serrurier FRA França      |
| Sur la perche à la pyramide (detalhes) | Émile Grumiaux FRA França                            | Auguste Serrurier FRA França | Louis Glineux BEL Bélgica         |

### St. Louis 1904
| Evento                               | Ouro                                                                           | Prata                                                                           | Bronze                                                                                 |
| ------------------------------------ | ------------------------------------------------------------------------------ | ------------------------------------------------------------------------------- | -------------------------------------------------------------------------------------- |
| Americano duplo masculino (detalhes) | George Bryant USA Estados Unidos                                               | Robert Williams USA Estados Unidos                                              | William Thompson USA Estados Unidos                                                    |
| York duplo masculino (detalhes)      | George Bryant USA Estados Unidos                                               | Robert Williams USA Estados Unidos                                              | William Thompson USA Estados Unidos                                                    |
| Equipes masculinas[a] (detalhes)     | USA Estados Unidos William Thompson Robert Williams Louis Maxson Galen Spencer | USA Estados Unidos Charles Woodruff William Clark Charles Hubbard Samuel Duvall | USA Estados Unidos George Bryant Wallace Bryant Cyrus Edwin Dallin Henry B. Richardson |
| Columbia duplo feminino (detalhes)   | Matilda Howell USA Estados Unidos                                              | Emma Cooke USA Estados Unidos                                                   | Jessie Pollock USA Estados Unidos                                                      |
| Nacional duplo feminino (detalhes)   | Matilda Howell USA Estados Unidos                                              | Emma Cooke USA Estados Unidos                                                   | Jessie Pollock USA Estados Unidos                                                      |
| Equipes femininas[a] (detalhes)      | USA Estados Unidos Matilda Howell Jessie Pollock Laura Woodruff Louise Taylor  | USA Estados Unidos Emma Cooke Mabel Taylor                                      | Nenhuma                                                                                |

- a  As competições por equipes não eram disputadas no sistema atual, por isso estão listadas separadamente.

### Londres 1908

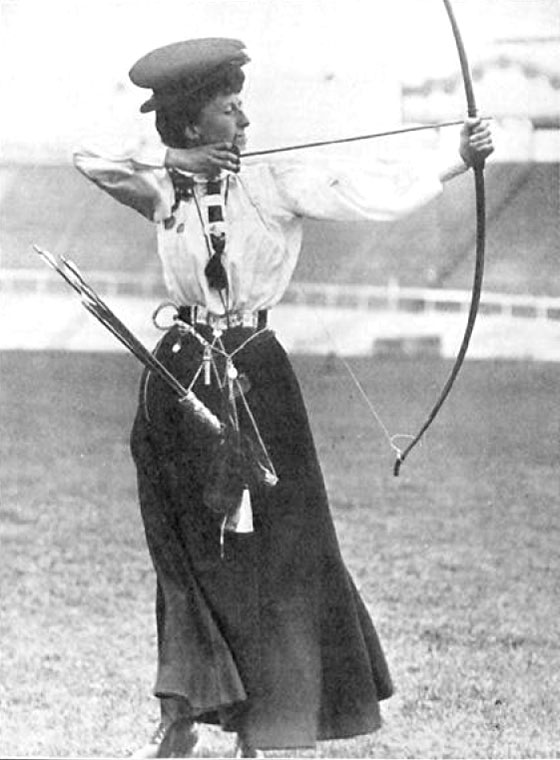
Queenie Newall durante os Jogos de 1908.

| Evento                                  | Ouro                            | Prata                                 | Bronze                                 |
| --------------------------------------- | ------------------------------- | ------------------------------------- | -------------------------------------- |
| Estilo continental masculino (detalhes) | Eugène Grisot FRA França        | Louis Vernet FRA França               | Gustave Cabaret FRA França             |
| York duplo masculino (detalhes)         | William Dod GBR Grã-Bretanha    | Reginald Brooks-King GBR Grã-Bretanha | Henry B. Richardson USA Estados Unidos |
| Nacional duplo feminino (detalhes)      | Queenie Newall GBR Grã-Bretanha | Charlotte Dod GBR Grã-Bretanha        | Beatrice Hill-Lowe GBR Grã-Bretanha    |

### Antuérpia 1920
| Evento                                        | Ouro | Prata | Bronze |
| --------------------------------------------- | --- | --- | --- |
| Alvo grande fixo individual (detalhes)        | Edmond Cloetens BEL Bélgica | Louis van de Perck BEL Bélgica | Firmin Flamand BEL Bélgica                                                                                           |
| Alvo grande fixo por equipes (detalhes)       | BEL Bélgica Edmond Cloetens Louis van de Perck Firmin Flamand Edmond van Moer Joseph Hermans Auguste Van de Verre                                     | Nenhuma | Nenhuma |
| Alvo pequeno fixo individual (detalhes)       | Edmond van Moer BEL Bélgica | Louis van de Perck BEL Bélgica | Joseph Hermans BEL Bélgica                                                                                           |
| Alvo pequeno fixo por equipes (detalhes)      | BEL Bélgica Edmond Cloetens Louis van de Perck Firmin Flamand Edmond van Moer Joseph Hermans Auguste van de Verre                                     | Nenhuma | Nenhuma |
| Alvo em movimento 28 m individual (detalhes)  | Hubert van Innis BEL Bélgica | Léonce Quentin FRA França | Nenhuma |
| Alvo em movimento 28 m por equipes (detalhes) | NED Países Baixos Janus Theeuwes Driekske van Bussel Joep Packbiers Janus van Merrienboer Jo van Gastel Theo Willems Piet de Brouwer Tiest van Gestel | BEL Bélgica Hubert van Innis Alphonse Allaert Edmond de Knibber Louis Delcon Jérome De Maeyer Pierre van Thielt Louis Fierens Louis van Beeck | FRA França Julien Brule Léonce Quentin Pascal Fauvel Eugène Grisot Eugène Richez Artur Mabellon Léon Epin Paul Leroy |
| Alvo em movimento 33 m individual (detalhes)  | Hubert van Innis BEL Bélgica | Julien Brulé FRA França | Nenhuma |
| Alvo em movimento 33 m por equipes (detalhes) | BEL Bélgica Hubert van Innis Pierre van Thielt Jérome De Maeyer Alphonse Allaert Edmond de Knibber Louis Delcon Louis van Beeck Louis Fierens         | FRA França Julien Brule Léonce Quentin Pascal Fauvel Eugène Grisot Eugène Richez Artur Mabellon Léon Epin Paul Leroy                          | Nenhuma |
| Alvo em movimento 50 m individual (detalhes)  | Julien Brulé FRA França | Hubert van Innis BEL Bélgica | Nenhuma |
| Alvo em movimento 50 m por equipes (detalhes) | BEL Bélgica Hubert van Innis Pierre van Thielt Jérome De Maeyer Alphonse Allaert Edmond de Knibber Louis Delcon Louis van Beeck Louis Fierens         | FRA França Julien Brule Léonce Quentin Pascal Fauvel Eugène Grisot Eugène Richez Artur Mabellon Léon Epin Paul Leroy                          | Nenhuma |